# Xã Brooks, Michigan
Xã Brooks (tiếng Anh: Brooks Township) là một xã thuộc quận Newaygo, tiểu bang Michigan, Hoa Kỳ. Năm 2010, dân số của xã này là 3.510 người.